# Niedosłuch starczy
Niedosłuch starczy (łac. presbyacusis) – proces powolnej utraty słuchu. Jeden z typów niedosłuchu. Niedosłuch starczy związany jest z procesem starzenia się organizmu. 

## Objawy
- - problemy z usłyszeniem dźwięków niskich i wysokich
  - problemy z dokładnym rozumieniem mowy
  - zawroty głowy
  - problemy z orientacją
  - permanentny szum w uszach

- - zmiana stylu prowadzenia rozmowy
  - brak chęci interakcji i komunikacji z otoczeniem
  - brak swobody i pewności siebie w towarzystwie
  - częściowe odosobnienie i wycofanie

## Ryzyko wystąpienia
Ryzyko wystąpienia u osób starszych niedosłuchu spowodowane może być czynnikami genetycznymi lub też długotrwałym przyjmowaniem w danym okresie życia niektórych leków.

## Profilaktyka
Niedosłuchu starczego nie można wyleczyć, ale można spowolnić jego procesy poprzez profilaktykę. Przede wszystkim zaleca się unikanie miejsc nadmiernie hałaśliwych. Oprócz tego niezbędne okazuje się dokładne czyszczenie i higiena kanałów słuchowych.

## Leczenie
Farmakologiczne leczenie nie jest możliwe, ale obecna medycyna znalazła na to sposób przy pomocy aparatów słuchowych. Dzisiejsze aparaty słuchowe wykorzystujące najnowsze technologie sprawdzają się u pacjentów cierpiących na znaczny ubytek słuchu.